# Constitution de la République arabe unie
 (novembre 2023).
Si vous disposez d'ouvrages ou d'articles de référence ou si vous connaissez des sites web de qualité traitant du thème abordé ici, merci de compléter l'article en donnant les références utiles à sa vérifiabilité et en les liant à la section « Notes et références ».
Constitution égyptienne de 1956
Constitution syrienne du 5 septembre 1950 Constitution égyptienne de 1964
Constitution syrienne du 5 septembre 1950
La Constitution de la République arabe unie est la loi fondamentale provisoire de l'Égypte et de la Syrie de 1958 à 1961,.